# Стерпарети (Рим)
Стерпарети је насеље у Италији у округу Рим, региону Лацио.
Према процени из 2011. у насељу је живело 49 становника. Насеље се налази на надморској висини од 218 м.